# Hanna Śleszyńska

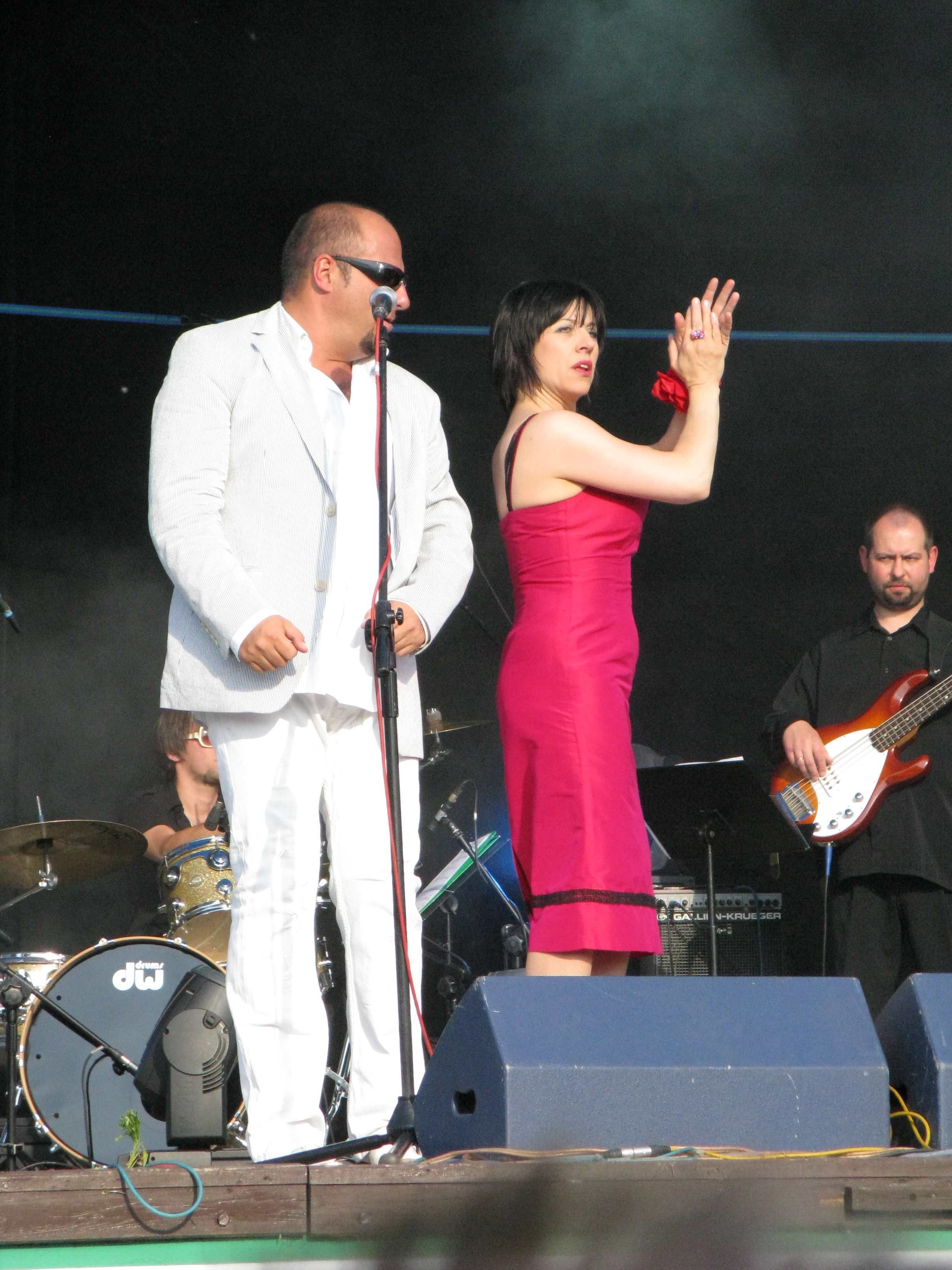
Wspólny występ estradowy z Piotrem Gąsowskim

Hanna Śleszyńska (ur. 11 kwietnia 1959 w Warszawie) – polska aktorka teatralna, filmowa i kabaretowa, wykonawczyni piosenki aktorskiej.

## Życiorys

### Wykształcenie
W 1982 ukończyła studia w Państwowej Wyższej Szkole Teatralnej w Warszawie; opiekunem jej roku był Andrzej Łapicki.

### Kariera zawodowa
Jako aktorka teatralna zadebiutowała występem w sztuce Bertolta Brechta Niebo zawiedzionych (reż. Lena Szurmiej) w Teatrze Ateneum w Warszawie. Następnie występowała w stołecznych teatrach: Komedia (1982–1990, 2002, 2006), Za Daleki (1989), Nowym (1990–1994), Rampa (1995–1997), Dramatycznym (1996–1998), Syrena (od 2004), 6. piętro (od 2013) i Kwadrat (od 2018). W 1991 zdobyła pierwszą nagrodę na XII Przeglądzie Piosenki Aktorskiej we Wrocławiu. Jest zdobywczynią nagrody „Prometeusza”, którą otrzymała za osiągnięcia w sztuce estradowej.
Szerokiej publiczności dała się poznać jako członkini grupy aktorsko-kabaretowej „Tercet, czyli Kwartet”, którą tworzy od 2003 wraz z Robertem Rozmusem, Piotrem Gąsowskim i Wojtkiem Kaletą. W latach 1990-2005 występowała w telewizyjnym Kabarecie Olgi Lipińskiej. Telewidzom jest znana również z kreacji serialowych: gosposia Jadzia w Rodzinie zastępczej (2001–2009), siostra Genowefa Basen w Daleko od noszy (2003–2009) i pani Irenka w O mnie się nie martw (2015–2020).
W 2005 uczestniczyła w drugiej edycji programu rozrywkowego TVN Taniec z gwiazdami. W 2009 na scenie Teatru Bajka w Warszawie zaprezentowała swój pierwszy monodram Cavewomen, a na rynek trafiła książka Marzanny Graff Odnaleźć dobro, której Śleszyńska została jedną z bohaterek. Od 2021 należy do kabaretu PanDemon.

## Życie prywatne
Jej ojciec pracował jako hydrolog, matka była nauczycielką języka polskiego.
Z małżeństwa z Wojciechem Magnuskim ma syna Mikołaja (ur. 1985). Z nieformalnego związku z aktorem Piotrem Gąsowskim ma syna Jakuba (ur. 1995). W latach 2005–2019 była związana z Jackiem Brzoską, przedsiębiorcą i byłym łyżwiarzem.

## Filmografia
- 1980: Lęk przestrzeni jako Dorota
- 1982: Punkty za pochodzenie jako kandydatka recytująca Inwokacje
- 1989: Odbicia jako członek zespołu tanecznego (odc. 3)
- 1992: Kawalerskie życie na obczyźnie jako trzecia kobieta karuzelnika
- 1995: Awantura o Basię jako Marcysia, służąca babci Tańskiej
- 1995: Nic śmiesznego jako asystentka reżysera / kierowniczka planu filmu Klęska
- 1996: Bar Atlantic jako mgr Wanda
- 1996: Tajemnica Sagali jako barmanka
- 1996: Awantura o Basię jako Marcysia, służąca babci Tańskiej
- 1997: Wojenna narzeczona jako żona farmera
- 1997: Boża podszewka jako Józia Jurewicz
- 1998: Złoto dezerterów jako strażniczka w banku
- 1999: Palce lizać jako burmistrzowa
- 2000: Dom jako Lodzia „Cielęcina” (handlarka mięsem)
- 2000: Graczykowie jako Barbara Oberman
- 2001–2003: Szpital na perypetiach jako siostra Eugenia Basen
- 2001–2009: Rodzina zastępcza jako Jadzia Kraśniak
- 2002: Plebania jako Alina Bednarkowa, matka Renaty i Marka
- 2003–2009: Daleko od noszy jako siostra Eugenia Basen
- 2003: Tygrysy Europy 2 jako „Bezpruderyjna” Zaza, kandydatka na żonę Huberta
- 2005: Boża podszewka II jako Józia Górna, siostra Maryśki
- 2006–2008: Hela w opałach jako Grażyna Krawczyk, nauczycielka Kacpra
- 2007: Magda M. jako jedna z poszkodowanych
- 2007: Ja wam pokażę! jako Jagoda
- 2009–2020: Blondynka jako Stanisława Auguścikowa
- 2009: Zamiana jako Iwonka
- 2009: Magiczne drzewo jako ciotka Maryla Gruber
- 2009: Grzeszni i bogaci jako służąca Rołz
- 2010: Belcanto jako przewodnik
- 2010–2011: Daleko od noszy 2 jako siostra Eugenia Basen
- 2011: Daleko od noszy. Szpital futpolowy jako siostra Eugenia Basen
- 2011: Spadkobiercy jako Olivia
- 2012: Hotel 52 jako Zyta Marczewska (odc. 76)
- 2015–2020: O mnie się nie martw jako Irena Palukiewicz
- 2017: Daleko od noszy. Reanimacja jako siostra Eugienia Basen
- 2017: Listy do M. 3 jako fryzjerka Jadzia, matka Jolki
- 2017–2020, od 2022: Ojciec Mateusz jako Anna Dziubak, matka Antoniego
- 2018: 7 uczuć jako sąsiadka Miauczyńskich
- 2018: Dowłatow jako redaktorka czasopisma literackiego
- 2020–2021: Świat według Kiepskich jako Zofia, matka Oskara[8]
- od 2020: M jak miłość jako Iwona Kryńska, matka Anety
- 2021: Misja[9] jako matka Iwony
- 2021–2022: Komisarz Mama jako technik kryminalistyki Alina Żuk
- 2022: Filip jako Diva
- 2025: Przepiękne! jako Krystyna

## Dubbing
- 2004: Iniemamocni – Malina
- 2004: RRRrrrr!!! – żona wodza
- 2005: Kurczak Mały – Luśka
- 2008: Wyprawa na Księżyc 3D − Nadia
- 2019: Zakochany kundel – Kilt

## Nagrody i odznaczenia
- 1991 – I miejsce w XII Przeglądzie Piosenki Aktorskiej
- 2009 – nagroda w kategorii: aktorka komediowa na X Festiwalu Dobrego Humoru w Gdańsku